# Engin Baytar
Engin Baytar (* 11. Juli 1983 in Bielefeld) ist ein deutsch-türkischer Fußballspieler.

## Vereinskarriere
Engin Baytar spielte in seiner Jugend für Arminia Bielefeld, VfB Fichte Bielefeld und FC Gütersloh. Seine professionelle Karriere begann er bei Arminia Bielefeld II. Nach vier Jahren in Bielefeld wechselte Engin in die Türkei zum Drittligisten Maltepespor. Dort wurden Erstligisten auf ihn aufmerksam. Gençlerbirliği Ankara verpflichtete ihn in der Winterpause der Saison 2005/06. Danach gehörte er zu den Stammspielern der Hauptstädter. In der Saison 2008/09 wurde Engin Baytar an Eskişehirspor verliehen.
Danach wechselte er zu Trabzonspor. Bei Trabzonspor gewann Baytar bislang seine größten Titel. In der Saison 2009/10 wurde er mit Trabzonspor türkischer Pokalsieger. Im Finale gegen Fenerbahçe Istanbul gewann seine Mannschaft mit 3:1, er selbst erzielt das entscheidende 2:1 und wurde nach dem Spiel von den türkischen Journalisten zum Mann des Spiels gewählt. In seiner zweiten Saison bei Trabzonspor kam es zwischen ihm und seinem Trainer Şenol Güneş zu Meinungsverschiedenheiten, weshalb Baytar während der Saison suspendiert wurde, jedoch später am Training wieder teilnehmen durfte.
Während der Vorbereitung zur Saison 2011/12 kam es erneut zur Suspendierung von Engin Baytar. Şenol Güneş setzte ihn daraufhin auf die Transferliste und Galatasaray Istanbul verpflichtete den umstrittenen Mittelfeldspieler auf besonderen Wunsch des neuen Trainers Fatih Terim. Seine Ablösesumme betrug 1,1 Millionen Euro und er unterschrieb für zwei Jahre. Bei Galatasaray etablierte er sich überraschend auf Anhieb zum Stammspieler und wurde als einer der Leistungsträger für die gewonnene Meisterschaft der Saison 2011/12 genannt. In der nächsten Saison sorgte Baytar für ein Eklat, als er im vorsaisonal ausgetragenen Supercup-Spiel 2013 den Schiedsrichter Cüneyt Çakır tätlich angriff und nach einer Roten Karte vom Platz verwiesen wurde. Nach diesen Vorfall wurde Baytar vom Disziplinarkomitee des türkischen Fußballverbandes für elf Spiele gesperrt. Trotz dieser Entwicklungen hielt Terim an Baytar fest und sprach sich für eine Vertragsverlängerung mit Baytar aus. Nach dem Ende seiner Spielsperre gelang es Baytar nicht mehr an seiner Vorjahresleistung anzuknüpfen. Ferner zeigte er weiterhin ein sehr aggressives Auftreten auf dem Spielfeld. Nachdem im Herbst 2013 Terim durch den italienischen Trainer Roberto Mancini ersetzt wurde, wurde Baytar vollends in den Mannschaftsplanungen nicht berücksichtigt. So wurde er im Frühjahr 2014 an den Ligarivalen Çaykur Rizespor ausgeliehen.
Für die Spielzeit 2015/16 wurde Baytar vom Zweitligisten Karşıyaka SK verpflichtet. Hier konnte er sich nicht etablieren, sodass sein Vertrag nach gegenseitigem Einvernehmen im April 2016 vorzeitig aufgelöst wurde. Für die Saison 2016/17 heuerte er beim Drittligisten Büyükşehir Belediye Erzurumspor an. Nach 13 Einsätzen wechselte er wiederum zu İstanbulspor. Mit diesem Verein beendete er die Saison 2016/17 als Meister der TFF 2. Lig und stieg damit in die TFF 1. Lig af. Nach diesem Erfolg verließ er den Klub wieder. Mitte Juni 2017 wechselte Baytar zum US-amerikanischen Fünftligisten Malatyaspor USA und erzielte hier neun Tore in den ersten vier Ligaspielen der Saison 2017/18.

## Nationalmannschaft
Sein erstes Spiel für die Türkische Fußballnationalmannschaft machte Baytar am 17. November 2010 gegen die Niederlande.

## Erfolge
Galatasaray Istanbul
- Türkischer Meister: 2012, 2013
- Türkischer Fußball-Supercup-Sieger: 2012, 2013
- Emirates-Cup-Sieger: 2013

Trabzonspor
- Türkischer-Fußballpokal-Sieger: 2010
- Türkischer Fußball-Supercup-Sieger: 2010

Mit İstanbulspor
- Meister der TFF 2. Lig und Aufstieg in die TFF 1. Lig: 2016/17